# Klaus Pobitzer
Klaus Pobitzer (* 1971 in Schlanders in Südtirol) ist ein in Wien und Schlanders lebender Südtiroler Künstler.

## Werdegang
1995 bis 2000 absolvierte er ein Diplomstudium bei Gunter Damisch und Michelangelo Pistoletto an der Akademie der bildenden Künste Wien.

## Werk

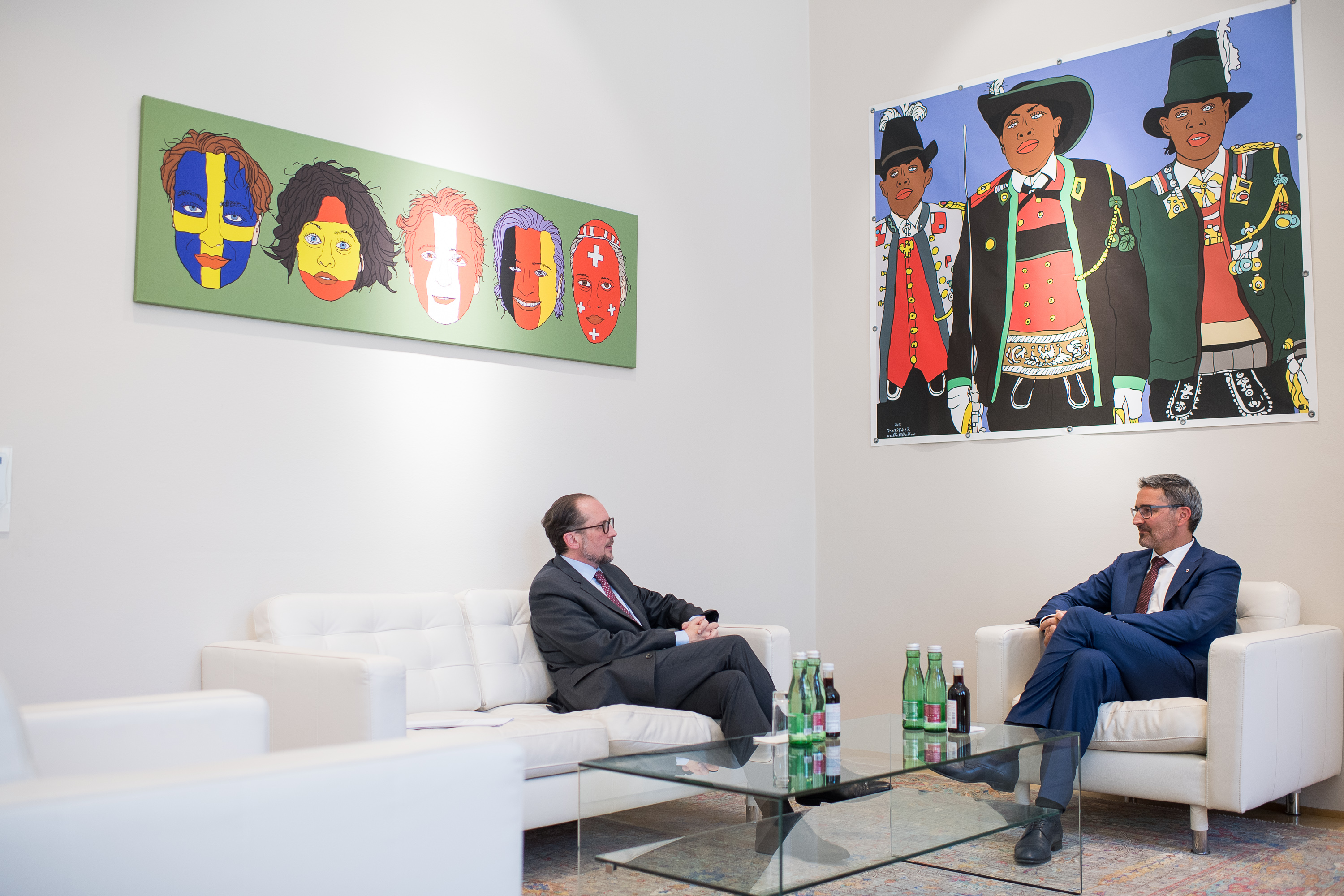
Bilder Fan-Faces und Lumina nigra (2013, rechts) im Büro von Außenminister Alexander Schallenberg (2021)

Installationen und konzeptuelle Projekte im öffentlichen Raum, Computerzeichnungen, Ready-mades, skulpturale Objekte, Aktionen, Performances, Videos und Konzeptkunst (speziell via Social Media); Ausstattung und Design für Architekturprojekte. 2021 hängte der damalige österreichische Bundeskanzler Alexander Schallenberg Bilder von Pobitzer in seinem Büro auf.

### Figureninstallationen
Seit 2000 ist eine Konstante in Pobitzers Arbeit die Installation großer figuraler, computergezeichneter Objekte an öffentlichen Orten bzw. für Ausstellungsräumlichkeiten. Projekte im Bereich städtischer Öffentlichkeit wurden u. a. in Palermo, Wrocław (Polen), Sorrent (bei Neapel), Innsbruck, Mailand, Balaklava (Krim/Ukraine) oder Busan (Korea) realisiert, Ausstellungen in Gent und New York, in Wien für das Leopold Museum im Wiener Museumsquartier und die Kunsthalle Wien. Grundlage bilden in digitale Zeichnungen umgesetzte, meist ganzfigurige Porträt- oder Gruppenfotos, die für die Installationen bis zu einer Höhe von 30 m skaliert werden.

### Aktionen/Performances
Einige der performativen Projekte, die Pobitzer im öffentlichen Raum platziert, wenden dasselbe Motiv- und dramaturgische Material auf unterschiedliche Umgebungen an. Die Gorillaherde, die in Gent eine Stadtführung im Boot mitmacht (Close but no sigar 2006), ruft ein Jahr später in Bleiburg (Kärnten) und auf dem Karlsplatz eine Bananenrepublik aus (All about Bananas, 2007). Die Performance Habs-Burger (Salotto.Vienna, Triest, 2014), die anlässlich des Gedenkjahres zum Beginn des Ersten Weltkriegs symbolisch das Schicksal des Habsburgerreichs nacherzählte, indem sie den Doppeladler als faschiertes Laibchen an zwei von Sternwerfern geblendete Zuschauer verfütterte, fand in einem größeren Maßstab ihre Fortsetzung im Projekt Habsburgerstand ([habːsˈbøːɐ̯ɡɐːstand], in Kooperation mit Julius Deutschbauer, 2015). Ein gelber Wagen mit eigenen Hoheitszeichen versuchte einen Monat lang, ein Fremdkörper in den Augen von Touristen und Einheimischen zu sein, denen die verbliebenen Artefakte und Ikonen der Habsburgermonarchie schon vor längerer Zeit zum Konsumartikel oder Staubfänger geworden sind. An öffentlichen Orten in Wien, die auf bestimmte Weise mit dem habsburgischen Erbe assoziiert werden, wie das Schloss Schönbrunn, der Franz-Josefs-Bahnhof oder die Votivkirche, öffnete sich in der Alltagswirklichkeit eine Produktionsstätte von ungenießbarem Fleisch, verbrannten Keksen, von grotesk-obsessiven Dichterlesungen und Jam-Sessions sowie künstlerischen Kleinaktionen, die auch dem Publikum Gelegenheit zur kreativen Eigenproduktion gaben.

### Social Sensation Sculptures
Das Habsburger-Projekt reiht sich damit auch unter die von Pobitzer so benannten Social Sensation Sculptures, Objekte von unterschiedlicher Zusammensetzung, die beabsichtigen, den Betrachtenden Widerstand zu leisten, indem sie sich ihnen einerseits in ihrer angestammten Umgebung in den Weg stellen und sich andererseits zu einem Thema direkt aus dieser Umgebung äußern, das entweder vergessen oder bewusst verdrängt wurde. Folgerichtig beschäftigen sich einige davon mit Pobitzers Südtiroler Heimat. Schon die erste als Social Sensation Sculpture definierte Videopräsentation, Oder waren sie vielleicht bunt?, thematisierte einen Kindesmisshandler, der in Schlanders unbehelligt sein Unwesen treiben durfte. Zuletzt nahm die Performance Lumina Nigra (Bozen, Museion, 2014) die Aufnahme des ersten farbigen Südtirolers unter die Tiroler Schützen zum Anlass einer ironischen Befragung des Sagen- und Traditionsgutes der Südtiroler.

### Cartoons undWimmel-GIFs
Seit 2017 kombiniert Pobitzer für die österreichische Tageszeitung Der Standard unter dem Pseudonym Felix Grütsch den Medien entnommene ikonische Porträts von Politikern und anderen Personen – oft nur vorübergehenden – öffentlichen Interesses mit irritierendem Beiwerk zu überfüllten Gruppenbildern, die hauptsächlich die Themen der Kommentarseite der Wochenendausgabe cartoonartig kommentieren. Dieses Konzept erweiterte Pobitzer – ebenfalls als Felix Grütsch – für die Berliner Festspiele 2019 mit dem Veranstaltungsthema Palast der Republik zu einem ca. 8 m langen Wandfries Die Wand der Wende – alles knorke!, in dem charakteristische Persönlichkeiten der späten 1980er Jahre sich zu einer verwirrenden Ikonographie der Wende zusammenballen. In dem anlässlich des internationalen Wiener Symposiums „Vienna World Conference 30 Years On: Our Rights – Our Future“ gestalteten Wimmelbild HRS im Leopold Museum finden sich 2023 auf die gleiche Weise historische Persönlichkeiten, die für die Menschenrechte eintraten, zu einem stummen Appell an die Gegenwart zusammen. Mit den Design-Möglichkeiten, welche die Videoplattform TikTok ihren Nutzern bietet, fügt Pobitzer zu den fixierten Bildern seiner Wimmel-Cartoons bewegliche Teile hinzu und gestaltet daraus Wimmel-GIFs, die die Collagen um eine überraschende Kommentarebene bereichern.

## Werke und Projekte in Einzelausstellungen
- Innenlandschaften, Chemnitz 2025 Kulturhauptstadt Europa, Chemnitz, Deutschland https://chemnitz2025.de/3000garagen/innenlandschaften/
- Looking Elsewhere Being There, 2024, CERMODERN Ankara, Turkei https://cermodern.org/looking-elsewhere-being-there.html
- Inside-Out, 2024, Brixen, Durst Group Headquarters, Artist in Residence 2024
- HRS, 2023, Wien, Leopold Museum, Artists for Human Rights
- Sapporo International Art Festival 2020, Sapporo, Japan, https://siaf.jp/siaf2020/en/news/artist/klaus-pobitzer/index.html
- Die Wand der Wende – alles knorke!, 2019, Berlin, Berliner Festspiele
- [habːsˈbøːɐ̯ɡɐːstand] – Ein Prä-Resümee, zusammen mit Julius Deutschbauer und Panos Mylonos. 2015, Wien, Galerie Steinek
- [habːsˈbøːɐ̯ɡɐːstand]. Installation/Performance im öffentlichen Raum zusammen mit Julius Deutschbauer. 2015, Wien
- Lumina Nigra. Performance, Lange Nacht der Bozner Museen. 2015, Bozen, Museion
- People. 2012, Bozen, Museion, Passage
- Wandgestaltung der Mietwagenzentrale des Wien International Airport / Skylink. Kunst am Bau. 2012, Flughafen Wien-Schwechat, Skylink-Trakt
- Kameras. 13 Motive im Rahmen der Jubiläumsfeiern „10 Jahre WestLicht“ und „20 Jahre Leica Shop“ und der Ausstellungseröffnung POLAROID [IM]POSSIBLE – THE WESTLICHT COLLECTION. 2011, Wien, Galerie Fotomuseum Westlicht
- Snap Shots. 2010, Schlanders (Südtirol), Bibliothek Schloss Schlandersburg
- Fashion for Architecture. 2010, Wien, Rinderhalle St. Marx. Kurator: Jürgen Weishäupl
- Hommage an Michael Jackson. Computerdruck/Acryl auf Leinwand. 2009, Wien, Galerie Suppan Contemporary
- Togo. 2008, Mailand, Triennale di Milano. Kurator: Davide Gianella
- Totentanz, Hommage an Albin Egger-Lienz. Installation anlässlich der Albin Egger-Lienz-Ausstellung. 2008, Wien, Atrium des Leopold Museums
- Dämmerung. 2007, Antwerpen, Galerie Annie Gentils
- Leogolf. Objekt und Performance mit dem VW Golf von Rudolf Leopold. 2007, Wien, Leopold Museum
- All about Bananas. Performance im öffentlichen Raum. 2007, Bleiburg/Pliberk (Kärnten) und Wien, Karlsplatz. Kunsthalle Wien  (UT in Bananenschrift)
- City-Scan; BAR-Code. 2006, Gent, Stedelijk Museum voor Actuele Kunst (S.M.A.K.). Kuratoren: Philippe Van Cauteren, B. Ieemans
- Close but no sigar. Performance. 2006, Gent
- Faccettace. Stadtinstallation. 2006, Sorrent (Napoli), 5. Sorrento Carnevalè. Kurator: Jürgen Weishäupl
- People. 2005, Mailand, Nuova Fiera di Milano, Rho-Pero. Kurator: Jürgen Weishäupl
- Uomini di Palermo. Figurative Stadtinstallation. 2005, Kalsa, Palermo. Kurator: Jürgen Weishäupl
- Vampire (Vampires), 2003, Museu d’Art Contemporani de Barcelona
- oo0o00o0oo. 2002, Innsbruck, Stadtturmgalerie und Universitätsklinik (Installation an der Nordfassade)
- bin jagen, 2002, Anversa/Antwerpen, Galerie Annie Gentils
- One of two things that go toghether. 2001, Wien, Kunsthalle 8
- The red visitor and his plants. Installation für die Eröffnung der „Langen Nacht der Museen“. 2001, Wien, Atrium des Leopold Museums. Papierkollagen, 17 und 10 m hoch, aus A4-Drucken von Computerzeichnungen. Kuratorinnen: Romana Schuler, Goschka Gawlik
- Magottn. 2000, Silandro/Schlanders, Altes Obstmagazin

## Publikationen
- Unheimlich Jung – Kinder und Jugendliche in der zeitgenössischen Kunst. Texte von Oliver Zybok, Iris Kettner, Andrea Lehmann, Katharina Mayer, Alex Morrison, Klaus Pobitzer, Santeri Tuori, Yoshitomo Nara, Elke Keiper, Bernhard Fuchs. 64 pp., 37 Farbillstr. Freiburg/Breisgau: Modo 2005
- Klaus Pobitzer, Lucas Gehrmann, Klaus Pobitzer – oo0o00o0oo. Mit Texten von H. v.Amelunxen, B. Huck, P. Krajewski, H. Salden, H.-J. Hafner, R. Leinemann. Wien: Triton 2004.
- Klaus Pobitzer, uomini di palermo. Begleitpublikation zur Stadtinstallation in Kalsa, Palermo, mit Texten von Andrea Bruciati, Ralf Leinemann und Jürgen Weishäupl. Fotos von Sandro Scalia, Franco Speroni und Klaus Pobitzer. Wien 2004.
- der traum il sogno le rêve. Ausstellungskatalog, Schloss Goldrain (Latsch/Bozen), 16. Juli – 15. August 1999. Latsch: Schloss Goldrain 1999.